# Ведерников, Яков Яковлевич
Яков Яковлевич Ведерников (1923—1991) — советский передовик производства в сельском хозяйстве. Герой Социалистического Труда (1966).

## Биография
Родился 10 октября 1923 года в селе Агапово, Белинского района Пензенской области.
С 1936 года начал работать в колхозе села Агапово. В 1938 году окончил курсы механизаторов и до 1942 года работал — трактористом в Поимской машинно-тракторной станции.
С 1943 года призван в ряды Красной Армии. Участник Великой Отечественной войны. В 1944 году — красноармеец-телефонист штабной батареи 261-го артиллерийского полка 197-й стрелковой дивизии, воевал на 1-м Украинском фронте. 17 июля 1944 года был ранен и до июля 1945 года находился на излечении в военном госпитале. 3 августа и 10 февраля 1944 года Я. Я. Ведерников был награждён Орденом Славы III степени и Медалью «За отвагу».
В 1945 году был демобилизован из Красной Армии. С 1945 по 1955 годы работал — 
буртовщиком, а затем — бригадиром тракторной бригады и слесарем в совхозе имени Шарова Поимского района Пензенской области.
С 1955 по 1956 годы учился Пензенском училище механизации сельского хозяйства, после окончания которого с 1956 по 1962 годы работал — бригадиром тракторно-полеводческой бригады в совхозе имени Шарова Поимского района.
С 1962 года — управляющий Вишенным отделением совхоза «Поимский» Белинского района Пензенской области. За годы работы управляющим вывел отделение в передовые по всем показателям.
23 июня 1966 года Указом Президиума Верховного Совета СССР «за успехи, достигнутые в увеличении производства и заготовок пшеницы, ржи, гречихи, других зерновых и кормовых культур и высокопроизводительном использовании техники» Яков Яковлевич Ведерников был удостоен звания Героя Социалистического Труда с вручением Ордена Ленина и золотой медали «Серп и Молот».
После выхода на пенсию жил в городе Пенза. Умер в 14 мая 1991 года, похоронен на Новозападном кладбище в Пензе.

## Награды
- Медаль «Серп и Молот» (23.06.1966)
- Орден Ленина (23.06.1966)
- Орден Октябрьской революции (1973)
- Орден Отечественной войны I степени (11.03.1985)
- Орден Славы III степени (3.08.1944)
- Медаль «За отвагу» (10.02.1944)
- Медаль «За победу над Германией в Великой Отечественной войне 1941—1945 гг.»